# Талая
Та́лая — посёлок (в 1963—2019 — посёлок городского типа) в Хасынском районе (муниципальном округе) Магаданской области России. Бальнеогрязевой курорт.

## География
Расположен в долине реки Талой, в 276 км от Магадана.

## Топоним
Назван по ручью Талый, в переводе с эвенск. Тала «узкая долина с источниками».

## История
Первое упоминание обнаружено в документах церковного архива села Ямска за 1905—1906 годы. В них говорится, что купец Афанасий Бушуев в 1868 году открыл целебные свойства тальской воды, замораживал воду и продавал населению лёд, как лечебное средство.
Статус рабочего посёлка присвоен решением Магаданского облисполкома от 28 марта 1963 года. В 2019 году лишён статуса посёлка городского типа и преобразован в посёлок.

## Население
| 1970 | 1979  | 1989  | 2002  | 2004  | 2005  | 2006 |
| ---- | ----- | ----- | ----- | ----- | ----- | ---- |
| 2266 | ↗3525 | ↗4412 | ↘1136 | ↘1055 | ↘1026 | ↘983 |
| 2007 | 2008  | 2009  | 2010  | 2011  | 2012  | 2013 |
| ↘408 | ↘354  | ↘320  | ↗422  | ↘420  | ↘391  | ↘343 |
| 2014 | 2015  | 2016  | 2017  | 2018  | 2019  | 2021 |
| ↘311 | ↘299  | ↘290  | ↘271  | ↘254  | ↘243  | ↗364 |

## Инфраструктура
Санаторий «Талая».

## Достопримечательности
Основная достопримечательность — кремниевый термальный минеральный источник, который позволяет проводить бальнеологическое лечение множества заболеваний желудочно-кишечного тракта, печени, обмена веществ. Вода из этого источника разливается в бутылки, газируется и реализуется в городе Магадане в качестве лечебной.
Озеро Налимное — источник целебной грязи, с помощью которой проводят лечение заболеваний опорно-двигательного аппарата, кожных заболеваний. Сопка Любви — сравнительно небольшая сопка, расположенная в непосредственной близости от посёлка, примечательна тем, что на ней размечен маршрут терренкура, позволяющий под наблюдением врача дозировать нагрузки для тренировки сердечно-сосудистой системы. Вблизи посёлка расположено несколько озёр, в том числе глубоководное озеро Галитур. Многие туристические маршруты, проходящие по Магаданской области, начинаются в посёлке Талая.

## Известные люди, связанные с посёлком Талая
- Андрей Амальрик — диссидент, публицист. Автор книги-эссе «Просуществует ли Советский Союз до 1984 года?»
- Вячеслав Иваньков — криминальный авторитет по кличке «Япончик».

## Климат
Климат в посёлке холодный, значительное количество осадков, даже в засушливые месяцы. По классификации климатов Кёппена — субарктический климат (индекс Dfc) с постоянным увлажнением в течение года, коротким прохладным летом и холодной зимой.
| Показатель                    | Янв.  | Фев. | Март  | Апр.  | Май  | Июнь | Июль | Авг. | Сен. | Окт.  | Нояб. | Дек.  | Год   |
| ----------------------------- | ----- | ---- | ----- | ----- | ---- | ---- | ---- | ---- | ---- | ----- | ----- | ----- | ----- |
| Средний суточный максимум, °C | −27,1 | −24  | −16,3 | −6,3  | 3,4  | 12,4 | 15,1 | 13,5 | 6,9  | −5,7  | −19,3 | −25,8 | −6    |
| Средняя температура, °C       | −30,4 | −28  | −21,9 | −11,6 | −0,6 | 7,3  | 10,4 | 8,7  | 2,7  | −9,5  | −22,6 | −28,9 | −10,4 |
| Средний суточный минимум, °C  | −33,6 | −32  | −27,5 | −16,9 | −4,6 | 2,3  | 5,7  | 4,0  | −1,5 | −13,2 | −25,9 | −31,9 | −14,5 |
| Норма осадков, мм             | 20    | 17   | 9     | 11    | 21   | 40   | 66   | 50   | 40   | 33    | 25    | 18    | 350   |
| Источник: Климат Талой        |       |      |       |       |      |      |      |      |      |       |       |       |       |